# Диц (замок, Рейнланд-Пфальц)
Диц (нем. Grafenschloss Diez) — графский средневековый замок на высоком холме над городом Диц в районе Рейн-Лан в земле Рейнланд-Пфальц, Германия.

## Расположение
Средневековый замок Диц расположен на порфировой скале над старой частью города Диц. Рядом находится брод через реку Аар, которым окрестные жители пользовались с древних времён.

## История

### Ранний период
Точная дата основания замка точно неизвестна. Первое упоминание поселения под названием Теодисса в этой местности относится к 790 году. Ряд исследователей считает, что уже тогда на холме существовали франкские укрепления для защиты брода.
Считается, что графский замок был построен во второй половине XI века. Скорее всего фундамент был заложен до 1073 года графом Эммерихом фон Диц. От самых ранних построек сохранились только фрагменты в основании главной башни.
Уже к концу XI века графство Диц серьёзно увеличилось в размерах. В связи с этим владельцы значительно расширили родовой замок.
В конце XIII века Герман фон Вайльнау, пробст Лимбургской епархии, провёл обширные строительные работы в замке. В 1329 году поселение у подножия холма, называемое также Диц, получило права города.
После того, как графство Диц было разделено между потомками основателей на линии Диц и Вайльнау, сам замок Диц оставался в совместном владении обоих родов. Здесь же размещались и резиденции обеих семей.
Последний граф фон Диц, Герхард VII, умер в 1386 году. Графская собственность с замком перешла в качестве приданого через его дочь Ютту к её супругу графу Адольфу фон Нассау-Дилленбургу (род Нассау-Дилленбург Оттонской линии). Адольф фон Нассау-Дилленбург также умер не оставив потомков мужского пола. Половина владений усопшего досталась его брату Энгельберту фон Нассау-Дилленбургу, а другая половина — роду фон Эппштайн. Представители рода фон Эппштейн вскоре заложили половину своей собственности богатому роду Катценельнбоген. Со смертью Филиппа фон Катценельнбогена в 1479 году принадлежавшее ему графство Катценельнбоген перешло к ландграфам Гессена.

### Эпоха Возрождения

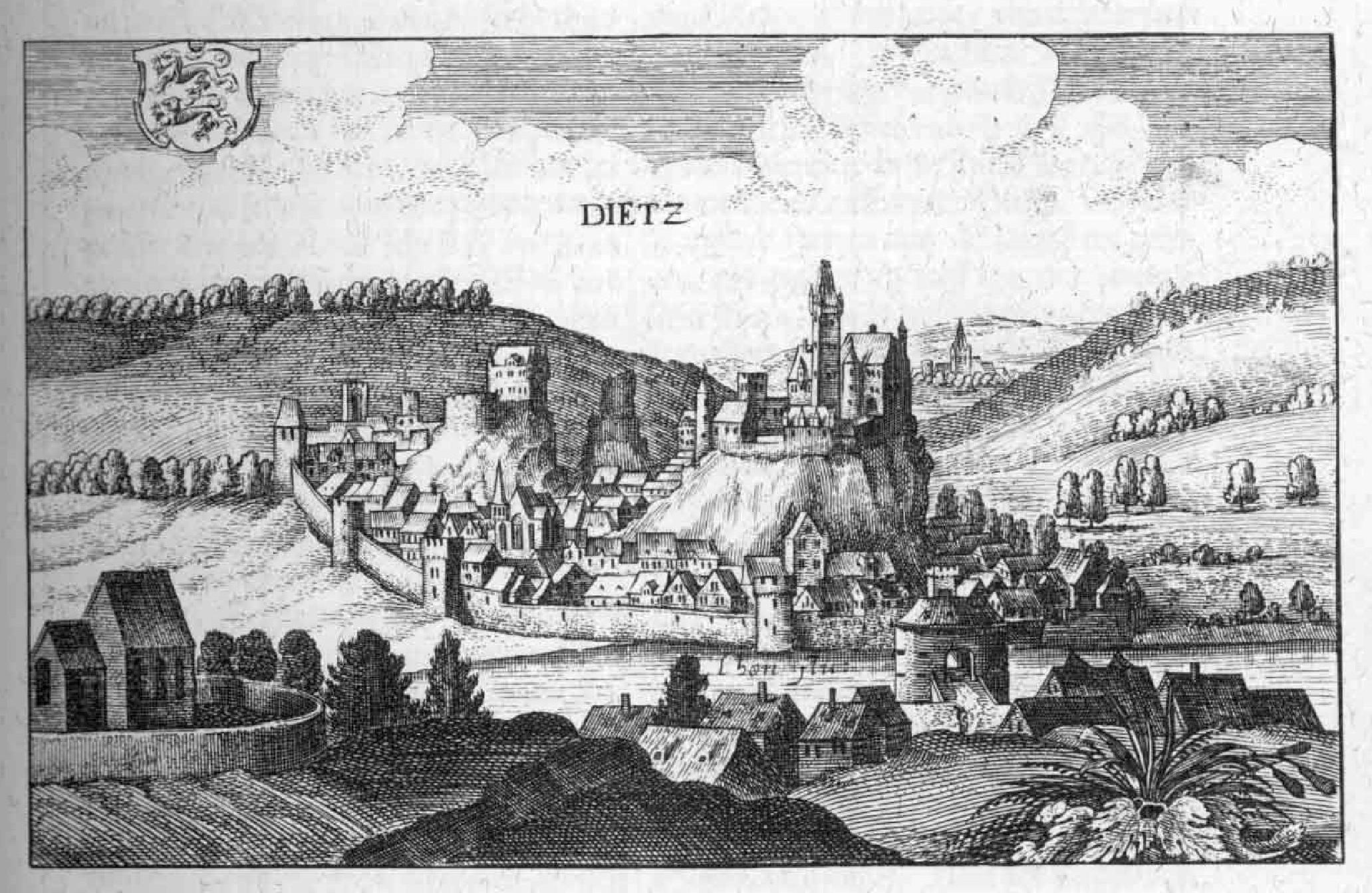
Город и замок Диц на гравюре XVII века

В 1534 году гессенские правители продали половину своей доли во владениях Диц Трирскому курфюрсту (одну восьмую часть замка Диц). Оставшаяся доля фон Эппштейн (четверть) была унаследована ещё в 1455 году графами фон Кёнигштейн, которые позднее продали её графам фон Нассау-Дилленбурга в 1530 году. В рамках спора о наследовании обширных владений семьи Катценеленбоген дом Нассау-Дилленбург смог сохранить за собой замок. Урегулирование споров было отражено в особом договоре о Дице в 1564 году.
Графы Нассау перестроили замок Диц в роскошную резиденцию в стиле Ренессанс. Основные работы выполняли мастера из Голландии.
С разделением Оттонского Дома рода Нассау в 1606 году замок Диц стал резиденцией графов Нассау-Диц (или Ораниен-Нассау). Так как центр их владений находился в Нидерландах, замок Диц оказался местом проживания двух вдов: Софии Гедвиги Брауншвейг-Вольфенбюттельской (1592—1642) и Альбертины Агнессы Нассау-Оранской (1634—1696). Из-за недостаточно комфортных условий для Альбертины в 1672 году построили неподалёку отдельную резиденцию Ораниенштайн.
В последующий период замок нёс только функции административного центра.

### Превращение замка в тюрьму
В 1778 году замок по предложению графа фон Скелл был преобразован в тюрьму. В 1806 году тюрьма была расширена. Замок Диц сохранял функции пенитенциарного учреждения вплоть до 1928 года. Однако уже в 1910 году начался постепенный переезд тюрьмы в новое здание во Фрайендице.
С конца XVIII века в замке также размещались различные мастерские. Самой важной из них была обработка мрамора, добываемого в районе Рейн-Лан.

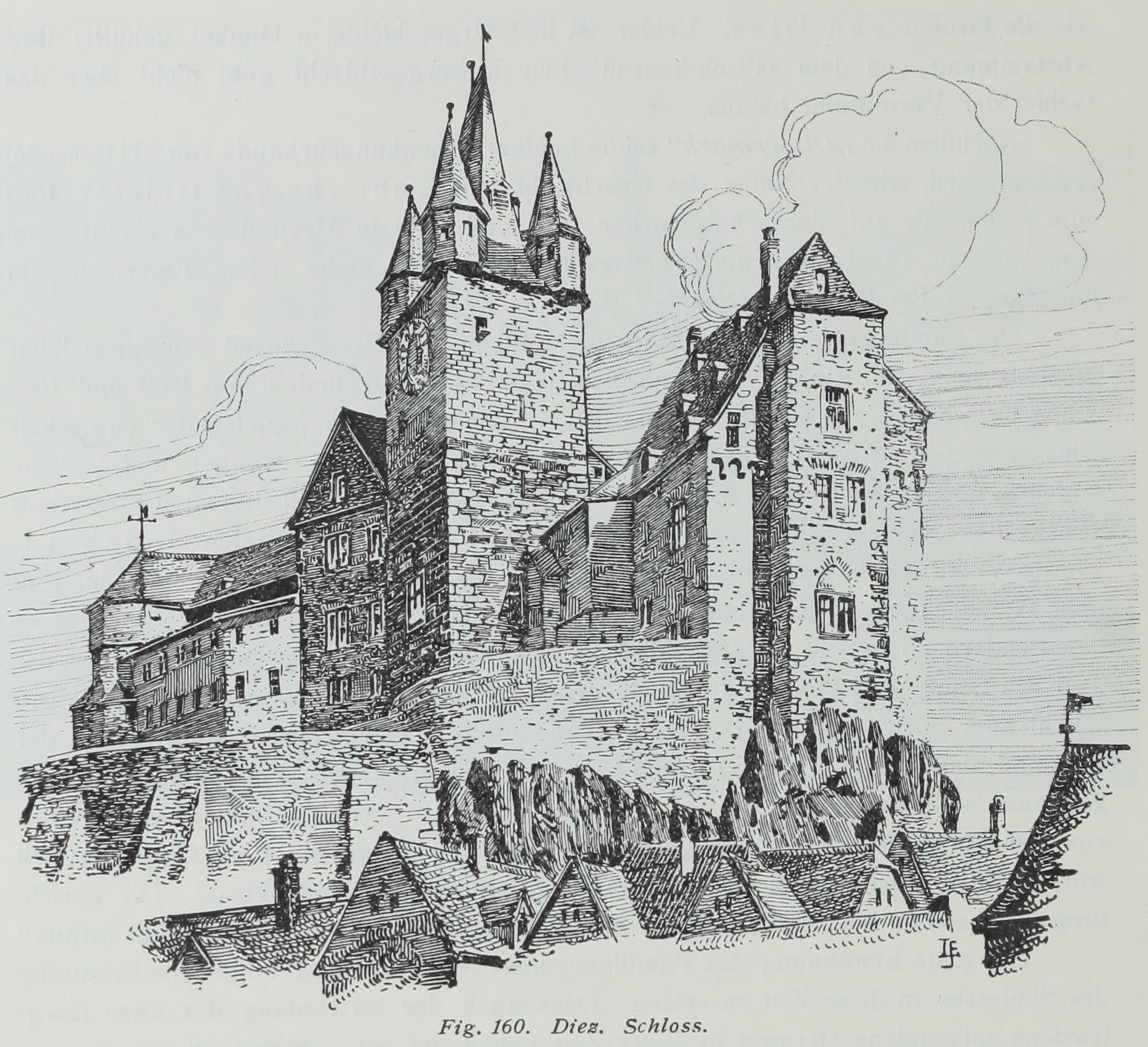
Замок на рисунке 1907 года

### XX век
Власти города Диц с разрешения администрации Пруссии хотели в начале XX века передать замок голландской королевской семье. Однако та отказалась.
После войны здесь некоторое время проживали семьи беженцев. В 1953 году в замке было создано молодёжное общежитие. В 1960-х годах здесь же появился музей Нассау.

### Современное состояние
С 24 июня 2006 года замок считается хостелом в составе немецкой Ассоциации молодёжных хостелов (Youth Hostel Association DJH) в регионе Рейнланд-Пфальц/Саар. Молодёжный гостевой дом занимает площадь более 3100 квадратных метров и предлагает 129 мест для размещения.
3 октября 2007 года после масштабной реконструкции здесь же вновь открылся музей Нассау. Стоимость реставрации обошлась в 7,68 млн евро. Действуют несколько постоянных экспозиций: ранняя история региона, история графского замка, история города Диц (от средневековья до наших дней), галерея владельцев. Кроме того регулярно проводятся разнообразные выставки и образовательные мероприятия для детей. Площадь музея 830 квадратных метров.

## Описание
Замок состоит из главной крепости с высокой главной башней в северо-восточной части. Из-за многочисленных реконструкций от первоначальных укреплений почти ничего не осталось.
Главная башня имеет квадратную форму и находится на фундаменте площадью 10х10 метров. Крутая шатровая крыша и четыре угловые башенки появились около 1425 года.
В южной части крепости находится трёхэтажная резиденция, которая была построена в 1485 году голландскими мастерами.
Прежде замок окружал ров, который заполняли водой. К настоящему времени он не сохранился.

## Галерея

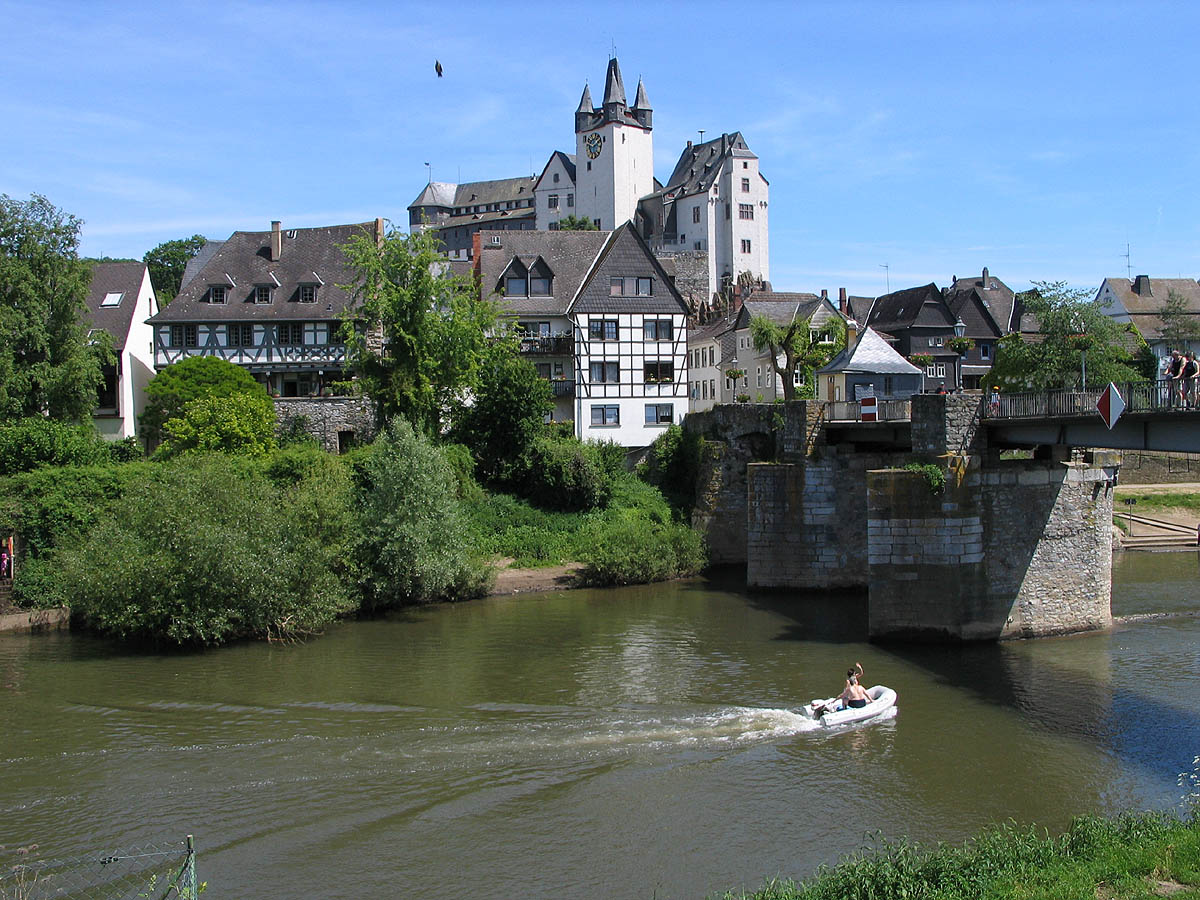
Замок Диц со стороны реки
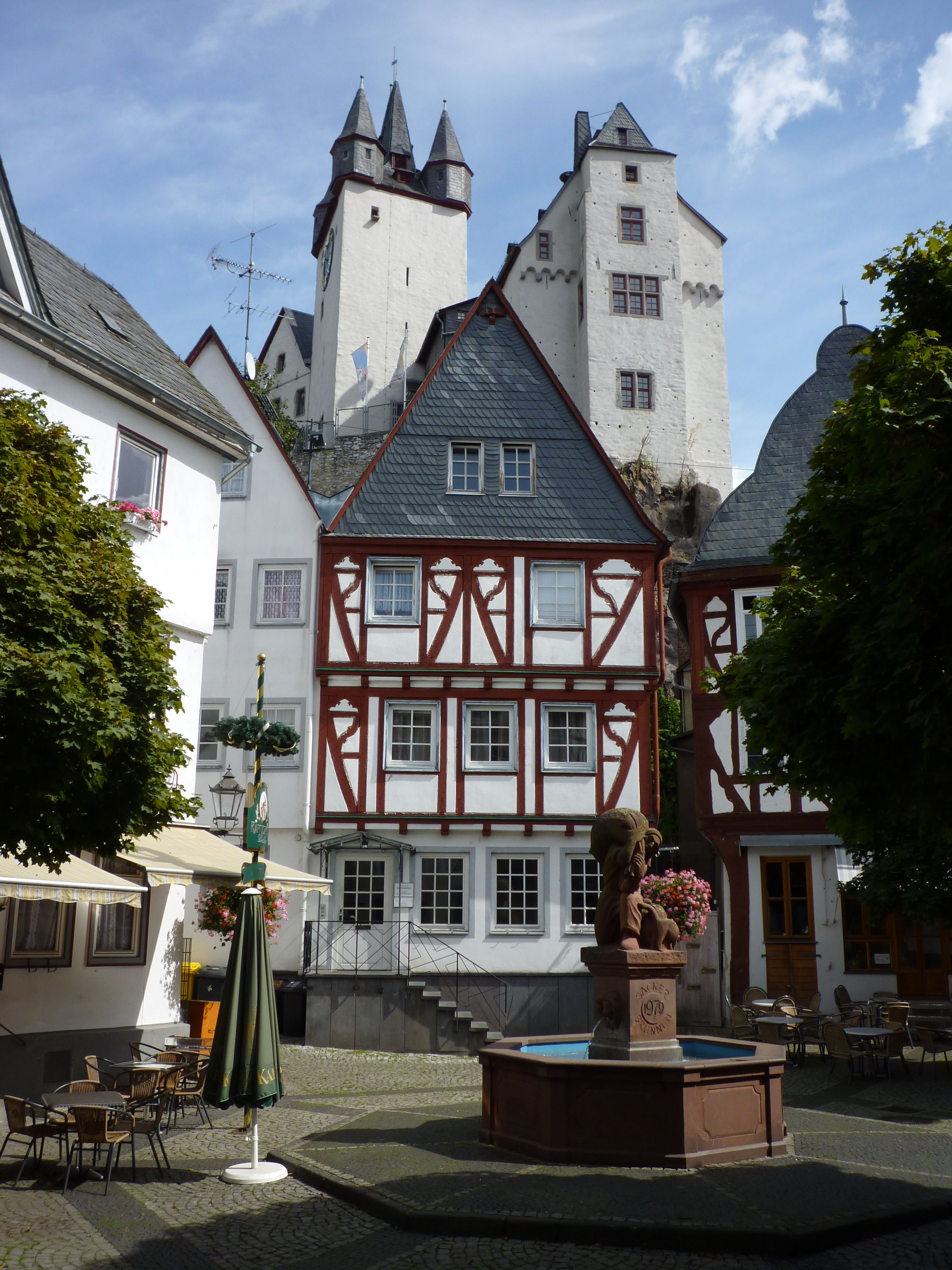
Площадь в центре старого города Диц и возвышающийся на ней замок
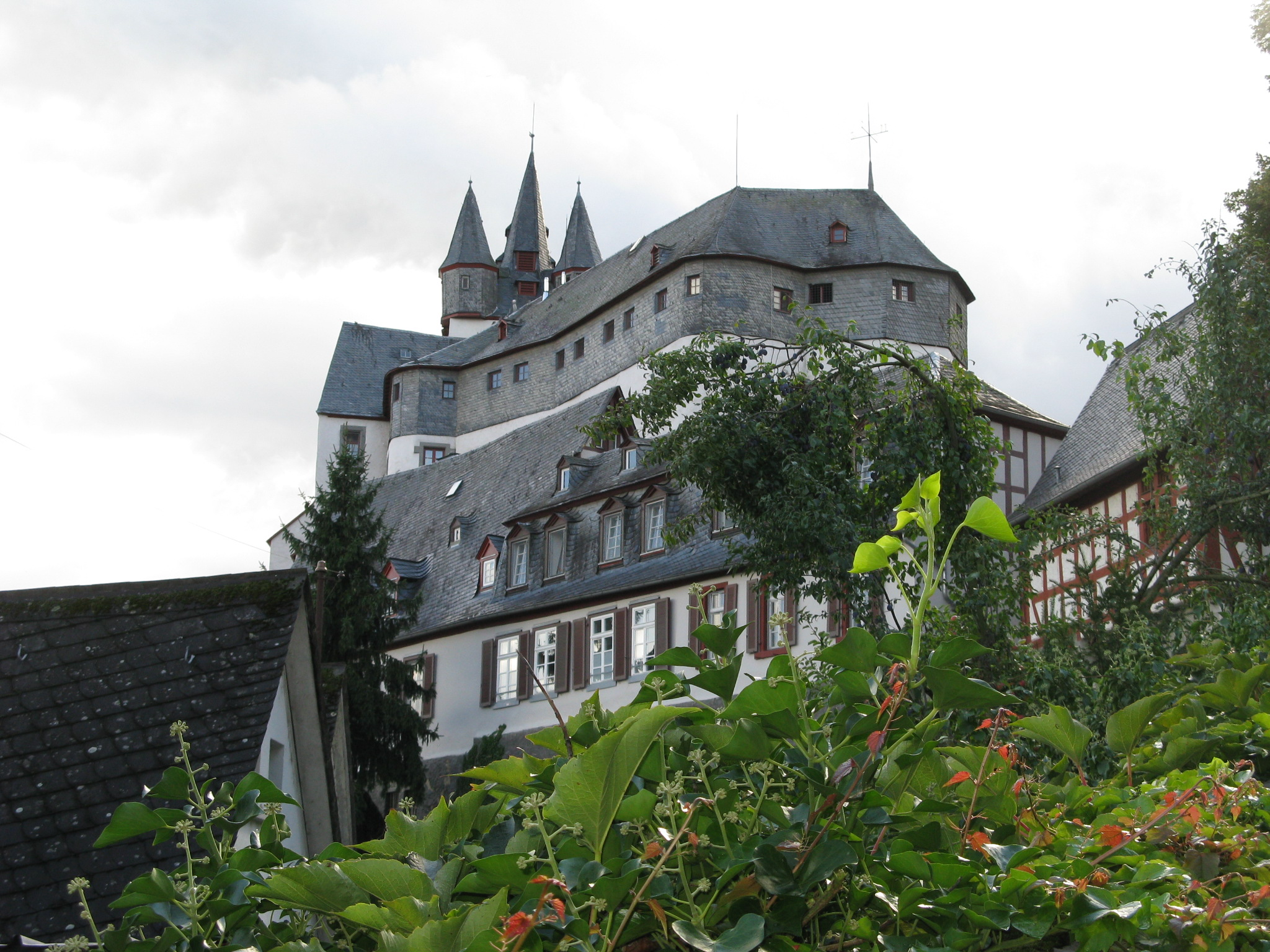
Жилые здания примыкающие к замку
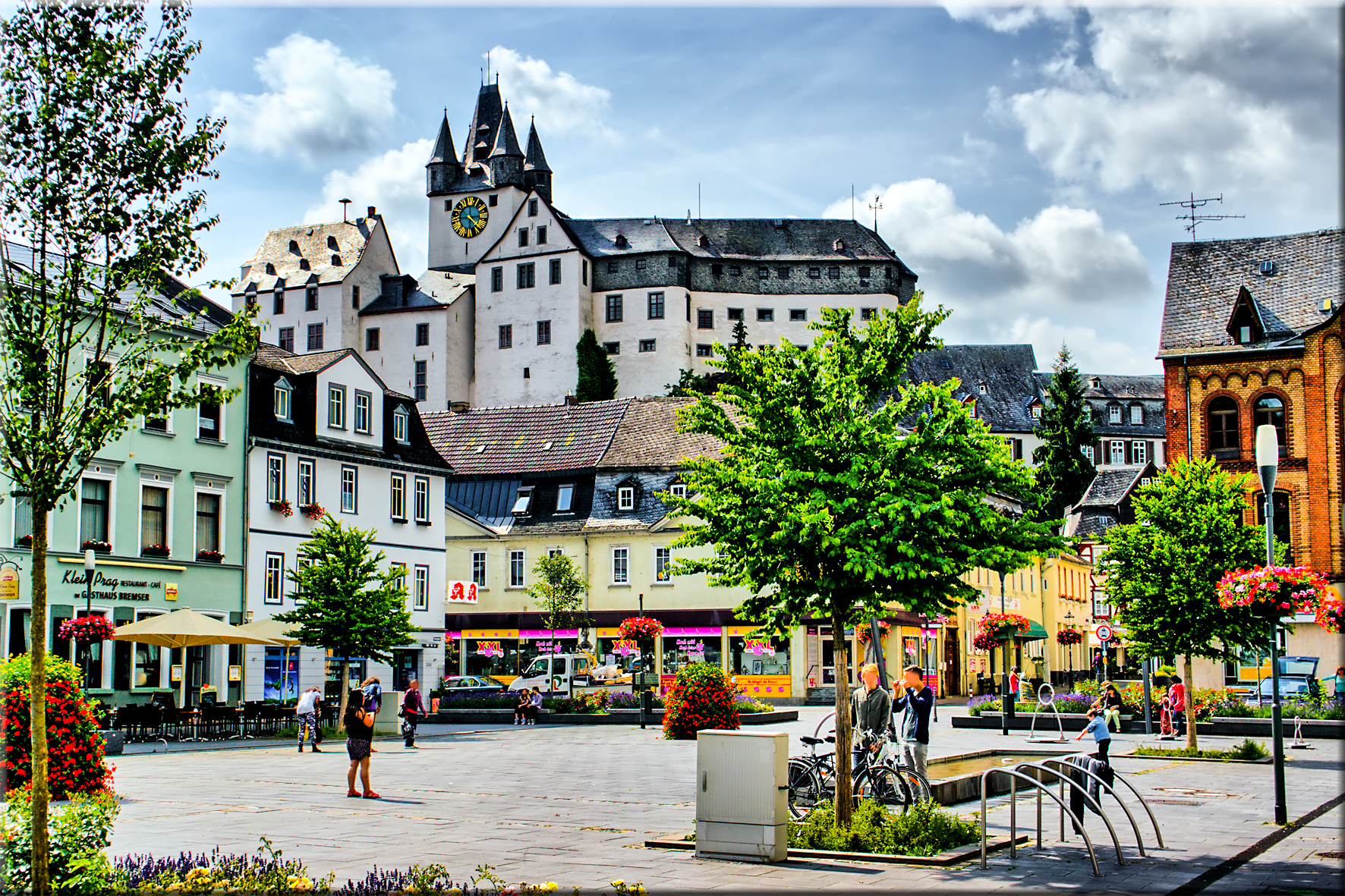
Вид замка со стороны рыночной площади
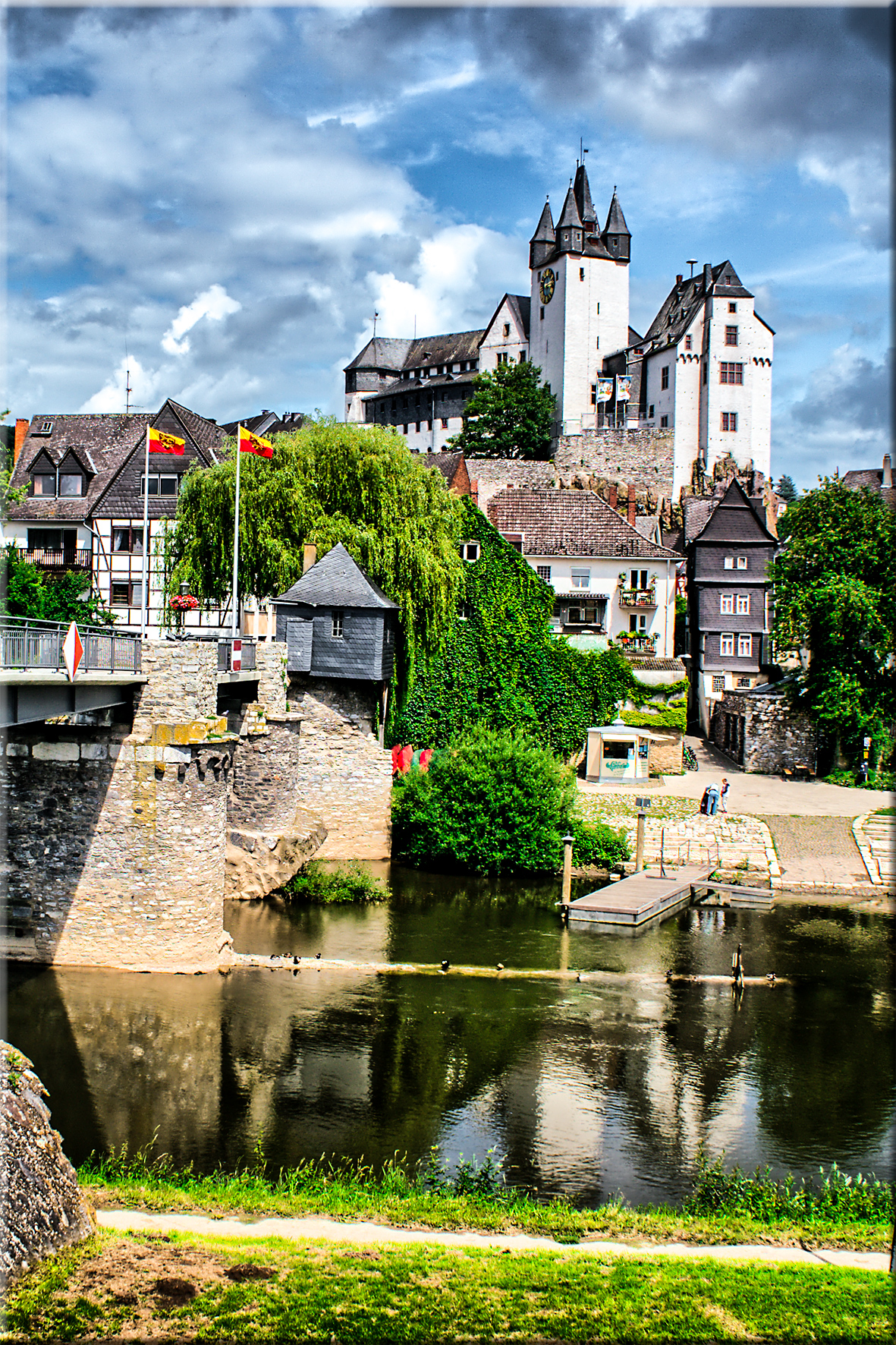
Вид замка со стороны моста через реку Аар